# آماندا بار
آماندا بار (انگلیسی: Amanda Barr؛ زادهٔ ۲ مهٔ ۱۹۸۲) یک بازیکن فوتبال است.
وی سابقه بازی در تیم ملی بانوان انگلیس را دارد.